# Hallands län
Hallands län, Nederlands: provincie Halland, is een län, een provincie in het zuiden van Zweden aan de westkust, aan het Kattegat. Hallands län grenst aan de provincies Västra Götalands län, Jönköpings län, Kronobergs län en Skåne län. De hoofdstad is Halmstad. Het valt bijna met het landschap Halland samen.

## Bestuur
Hallands län heeft, zoals alle Zweedse provincies, een meerduidig bestuur. Binnen de provincie vertegenwoordigt de landshövding de landelijke overheid. Deze heeft een eigen ambtelijk apparaat, de länsstyrelse. Daarnaast bestaat de landsting, dat feitelijk een eigen orgaan is naast het län, en dat een democratische bestuur, de landstingsfullmäktige, heeft dat om de vier jaar wordt gekozen.

### Landshövding
Brittis Benzler is sinds 2020 de vertegenwoordiger van de rijksoverheid in Hallands län, zij is lid van de Vänsterpartij.

### Landsting
De Landsting, voluit Hallands läns landsting, wordt bestuurd door de landstingsfullmäktige. De landsting heeft sinds 2011 heeft extra bevoegdheden en staat daarom bekend als region, en het parlement als regionfullmäktige. Dit telt 71 leden. Uit hun midden kiezen de leden een dagelijks bestuur, de regionstyrelsen of regiobestuur. Halland heeft een coalitie bestaande uit de vier burgerlijke partijen: Centrum, Liberalen, Christendemocraten en Moderaterna. De coalitie heeft in het dagelijks bestuur zes leden en de oppositie twee leden.
Bij de laatste verkiezingen, in 2018, was de zetelverdeling in de regionfullmäktige:
- Vänsterpartiet, afgekort V: 4 zetels
- Sveriges Socialdemokratiska Arbetareparti, afgekort S: 19 zetels
- Miljöpartiet de Gröna, afgekort MP: 2 zetels
- Sverigedemokraterna, afgekort SD: 10 zetels
- Centerpartiet, afgekort C: 8 zetels
- Liberalerna, afgekort L: 5 zetels
- Kristdemokraterna, afgekort KD: 6 zetels
- Moderata_samlingspartiet, afgekort M: 17 zetels

## Gemeenten
In Hallands län liggen de volgende gemeenten:
- Falkenberg
- Halmstad
- Hylte
- Kungsbacka
- Laholm
- Varberg

De oppervlakte van de provincie bedraagt 5454 km², dat is 1,3% van de totale oppervlakte van Zweden.
Blekinge län · Dalarnas län · Gävleborgs län · Gotlands län · Hallands län · Jämtlands län · Jönköpings län · Kalmar län · Kronobergs län · Norrbottens län · Örebro län · Östergötlands län · Skåne län · Södermanlands län · Stockholms län · Uppsala län · Värmlands län · Västerbottens län · Västernorrlands län · Västmanlands län · Västra Götalands län